# Boroșneu Mic
Boroșneu Mic (węg. Kisborosnyó) – wieś w Rumunii, w okręgu Covasna, w gminie Boroșneu Mare. W 2011 roku liczyła 452 mieszkańców.